# スキリア族

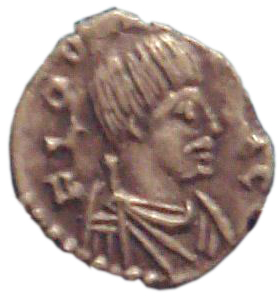
オドアケルの肖像。スキリア人の後裔とされる。

スキリア族またはスキリア人 (ラテン語: Scirii, Sciri, Skirii, Skiri) は、ゲルマン人の一部族。東ゲルマン語群の言語を話していたとされる。
スキリア族の名は、紀元前3世紀後半の時点でオルビア（現オデッサ付近）襲撃に加わっていた部族として既に記録されている。時代が下り4世紀後半には、黒海北岸からドナウ川下流部にかけて、ゴート族の近くに住んでいた。5世紀前半、スキリア族は東方から進出してきたフン族に服従し、451年のカタラウヌムの戦いではアッティラ配下の部族として戦っている。
アッティラ死後、スキリア族は454年のネダオ河畔の戦いを経てフン族の支配から脱却した。その後、彼らはエデコとその息子たちオドアケル・オノウルフスのもとで、ドナウ川中流域にスキリア王国を建設したが、460年代後半に東ゴート族により滅ぼされた。オドアケルは多くのスキリア族の人々を率いてイタリアに移り、西ローマ帝国軍に参加した。そして476年、オドアケルは西ローマ皇帝ロムルス・アウグストゥルスを退位させ、自らイタリア王を名乗った。これにより、西ローマ帝国は滅亡した。しかしそのオドアケルも、493年に東ゴート王テオドリックに廃位・暗殺された。その後、スキリア族はルギイ族やヘルール族などと共に、後のバイエルン人を形成していくことになったと考えられている。

## 名称
ヘルヴィヒ・ヴォルフラムは、Scirii という名は「純粋な者たち」という意味であるとしている。Gudmund Schütteは、ゴート語の skeirs (純然な、純粋なという意味)と結び付けている。ヴォルフラムは、この名は近隣で民族的に混成されていたバステルナエ族の名（庶子という意味）と対比できるものだとしている。一方ロバート・Ｌ・レイノルズやロバート・Ｓ・ロペスは、イラン語群の語源、例えばパフラヴィー語のshīr (ミルクあるいはライオンという意味)と関連付けているが、この説はオットー・メンヒェン＝ヘルフェンに否定されている。
ヴォルフガング・ハウブリクスは、バイエルンの地名シェイエルン (1080年にSciraという呼称で登場)やショイアー (同Sciri、975年ごろ)、ショイエルン (同Skira、11世紀)、場合によってはショイリング (同Sciringen、1150年)とも関連付けられると述べている。これらはもともとスキリア族の村であった可能性がある。現在のバイエルン語には東ゲルマン語群の影響がほとんど見られないが、ごく一部の東ゲルマン語群の語彙が残っており、それらはスキリア族を通して伝わっている可能性がある.

## 言語
スキリア族はゲルマン語派に属する言語を話していたとされている。少なくとも指導者たちの個人名はゲルマン語的である。またその中でも、東ゲルマン語群に属していたとする説が有力である。この語群に属する言語は、他にもゴート族やブルグント族、ゲピド族、ヘルール族、ルギイ族、ヴァンダル族が話していたと考えられている。

## 分類
近代以降の学者は、スキリア族をゲルマン人、特に上述の近似した言語を話す諸部族と共に東ゲルマン人の枠の中に位置づけている。
ローマ帝国後期には、多くの東ゲルマン諸族および非ゲルマン系のアラン人などは「ゴート族」と総称されていた。古代の文献では、スキリア族はゲルマン人であるという位置づけはなされていない。
レイノルズとロペスは、スキリア族がゲルマン人ではなく、むしろバルト人あるいはサルマタイ人に属するのではないかという説を立てたが、メンヒェン＝ヘルフェンはこの仮説を否定し、スキリア族は確実にゲルマン人であるとした。

## 歴史

### 起源と初期の活動
紀元前3世紀、ヴィスワ川近辺にバステルナエ族、スキリア族、ヴァンダル族の3部族が存在していたと考えられている。最初にスキリア族の名を記録したのはオルビアのプロトゲネス碑文で、「ガラティア人とスキリア人 (Γαλάτας και Σκίρους)が大挙して黒海北岸を襲撃したことを伝えている。この碑文は紀元前220年から紀元前200年ごろのものと推定されている。「ガラティア人」は、しばしばケルト人の影響を受けたゲルマン人のバステルナエ族に比定される。実際、紀元前3世紀にバステルナエ族とスキリア族がこの地域に現れたというのはあり得る話である。バステルナエ族とスキリア族は、ザルビンツィ文化やポイエネスティ＝ルカセフカ文化と深くかかわっていた。一方で、ゲルマン人の状況も広く記録しているガイウス・ユリウス・カエサルの著作には、スキリア族の名は見られない。
1世紀、ローマの著述家大プリニウスが、ヴィスワ川近辺のアエニンギアという地にSciriと呼ばれる部族が住んでいることを記録している。同時に大プリニウスは同じ地域にサルマタイ人やウェネティ族、Hirri族も住んでいたとしていることから、この地域はおそらくバルト海に近かったと考えられている。『ゲルマニア』を著したタキトゥスの著作には、スキリア族の名は見られない。 
スキリア族は、3世紀のゴート族のバルト海への勢力拡大に参加していたと考えられている。
300年ごろにローマ帝国で製作されたヴェローナ・リストでは、帝国近辺に住む「野蛮人」の中で、スキリア族が西のサルマタイ人と東のカルピ人に挟まれて居住しているという記述がある。ウォルター・ゴッファルトは、この時のスキリア族の居住地域はドナウ川下流部の渓谷地帯だったとしている。ピーター・ヘザーは4世紀ごろのスキリア族がカルパティア山脈の東側にいた可能性を示しているが、マルコム・トッドは黒海北岸であるとしている。

### フン族による支配

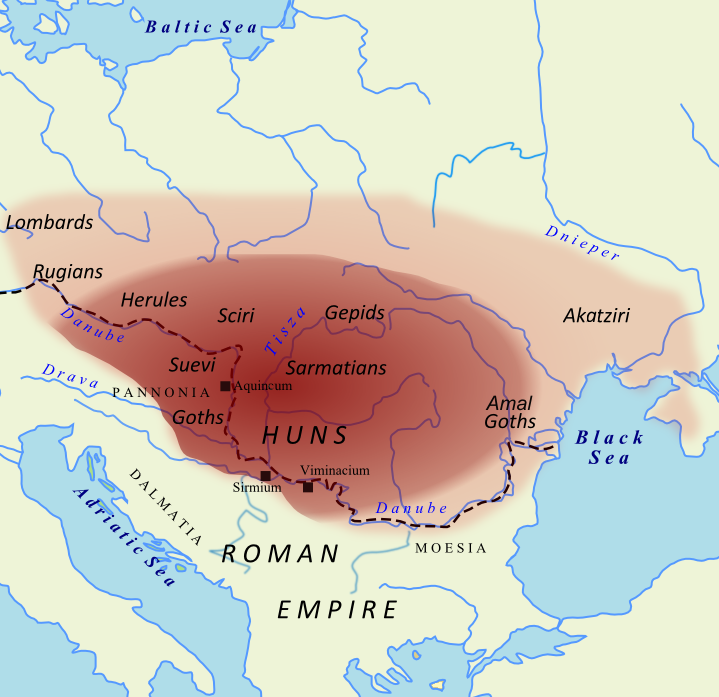
450年ごろのフン族の支配領域

4世紀後半、スキリア族はフン族に征服された。381年、スキリア族やカルピ人、少数のフン族からなる軍団がドナウ川下流部を渡ってローマ帝国に侵攻したが、テオドシウス1世に撃退された。
4世紀後半から5世紀にかけてのどこかの時点で、スキリア族は西方のドナウ川中流域に移動したと考えられている。この地で、スキリア族はフン族の指導者ウルディンを支える重要な役割を果たした。409年、ウルディン率いるスキリア族とフン族はドナウ川を渡り、ローマ帝国領バルカンに侵攻した。彼らはカストラ・マルティスを占領したが、最終的に帝国軍に敗れ、ウルディンは殺された。フン族の捕虜がローマ軍に登用されたのに対し、スキリア族の捕虜は奴隷とされ、コロヌスとしてアナトリアへ送られた。この時、あまりにスキリア族の人間が多いので、反乱防止のため広い範囲に散らすように送られたという。この事件はテオドシウス法典の中に記録されている。
アッティラのもとでフン族の威勢が頂点に達したころ、スキリア族は彼の元で強力な歩兵部隊として仕えていた。アッティラの帝国はフン族やスキリア族だけでなく、ゴート族、ゲピド族、テューリンゲン族、ルギイ族、スエビ族、ヘルール族、アラン人、サルマタイ人をも包含していた。スキリア族は451年のアッティラのガリア侵攻にも参戦している。
アッティラ死後、フン族の帝国は崩壊した。この時、スキリア族の一部の集団がドナウ川下流域の南岸の属州スキュティア・ミノルとモエシア・セクンダに渡り、定着した。一方でヨルダネスによれば、アッティラの次男デンギジックのもとで、4つの部族がフン族に忠誠を誓い続けていた。すなわちウルツィンズレス族、ビットゥグレス族、バルドレス族、アンギスキリ族であるという。この最後のアンギスキリ族は、スキリア族の残余である可能性がある。「アンギスキリ」という名はゲルマン語的に「草原のスキリア族」と解釈することができる。ただ、他の三部族がそうであるように、テュルク語での解釈が適切である可能性も否定できない。

### 独立王国
アッティラの死後、その重臣であったゲピド族のアルダリックのもとにスキリア族、ヘルール族、ルギイ族などが集まり、フン族に反旗を翻した。彼らは454年のネダオ河畔の戦いでアッティラの長男エラクに勝利し、戦死させた。その後、エデコという男がスキリア族を率いてドナウ川中流部とティサ川の間に挟まれたアルフュルト中部に独自の王国を築き、息子のオドアケルやオノウルフスと共に統治した。もともとアッティラの信任厚い重臣の一人にエデコという人物がおり、一般にスキリア族の王国の建国者と同一視されている。フン帝国時代のエデコは、アッティラの使節として東ローマ帝国の首都コンスタンティノープルに赴いており、その返礼の使者が画策したアッティラ暗殺計画を未然に防ぐ功を立てていた。エデコ自身はおそらくスキリア族の一員ではなかったが、スキリア族の貴族の娘と結婚していた可能性がある。彼自身はテューリンゲン族もしくはフン族、あるいはその両方を祖とする血統の持ち主だったと考えられている。同じ東ローマ帝国の著述家でも、マルチュスはエデコをテューリンゲン族とし（スーダ辞典に残る引用記述）、プリスクスはフン族であるとしている。後世では、ゴッファルトがフン族説を採用しているのに対し、ヘザーはより厳密にテューリンゲン族説を支持している。テューリンゲン族はゲルマン人の一派であった。
スキリア族は、近隣のゴート族やゲピド族、スエビ族などと旧フン帝国地域の主導権を争った。ハンガリーのバコドプスタにある3つの墳墓は、スキリア族のものであるとされている。サールヴィーズ近くの沼地からは壮麗な宝物が発見されており、エデコのものであるとされている。
ヨルダネスによれば、スキリア族は東ゴート族と同盟していたが、スエビ族のフニムンドにそそのかされて同盟を破棄した。460年代、スキリア族と東ゴート族はそれぞれに東ローマ帝国との同盟を求めた。皇帝レオ1世は、将軍アスパルの助言に反してスキリア族との同盟を選んだ。468/469年、スキリア族は東ゴート族に奇襲をかけた。彼らは東ゴート族の王の一人ウァラメールを戦死させたものの、戦争には敗れた。ウァラメールのあとを継いだティウディミールは、逆にスキリア族へ攻勢をかけた。スキリア族側にはスエビ族、ヘルール族、サルマタイ人が味方についたが、ボリア川の戦いでティウディミール率いる東ゴート族はスキリア族、ヘルール族、スエビ族、サルマタイ人、ゲピド族、ルギイ族などからなる親ローマ部族の包囲網を打ち破った。ヨルダネスは、この東ゴート族との戦いでスキリア族が大打撃をこうむったと伝えている。

### イタリア進出とその後

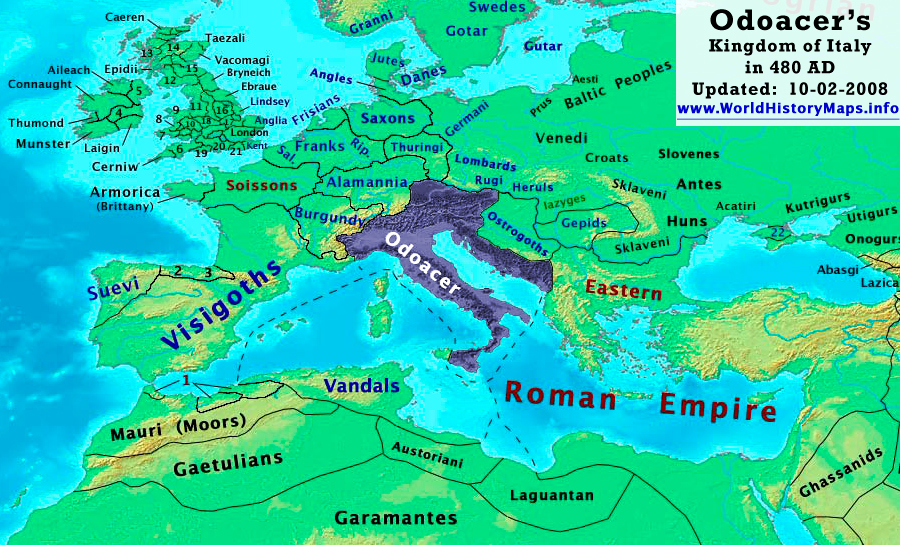
オドアケルの王国（480年）

スキリア王国が崩壊した後、オドアケルは生き残ったスキリア族に多くのヘルール族、ルギイ族を合わせ、リキメル治下のイタリアへ移動して西ローマ軍に参加した。またトゥルツィリンギと呼ばれる集団もオドアケルの集団に参加していたとされる。ヨルダネスは、オドアケルをトゥルツィリンギの王と呼んでいる。トゥルツィリンギは他の東ゲルマン部族の一つ、あるいはスキリア族の王族を指す語であると考えられている。オドアケルの兄弟オノウルフスは、他のスキリア族の一団を率いてコンスタンティノープルに入った。オドアケルの集団は戦士1万人を数えたとされ、ローマ帝国とその政界においても重要な役割を果たすようになった。皇帝リキメルは、アンテミウスとの抗争のためにオドアケルの軍団を利用した。
476年、オドアケルは「野蛮人」の部隊を率いて、皇帝ロムルス・アウグストゥルスとその父オレステスに対する反乱を起こした。そしてオドアケルは自らイタリア王を名乗り、西ローマ帝国は終焉を迎えた。オドアケルはイタリア全土を支配下におさめ た。彼の蜂起はコンスタンティノープルにいた弟オノウルフスと示し合わせたものであった可能性もある。486年、オノウルフスは東ローマ皇帝ゼノンの信認を失い、配下のスキリア族を率いてラヴェンナに移り、オドアケルのもとに参じた。そのあと、ゼノンは東ゴート族の王テオドリックにイタリアへ遠征させた。最終的にオドアケルに勝利したテオドリックは、493年3月15日にオドアケルを講和の宴席で自ら刺殺し、東ゴート王国を建国した。これをもって、スキリア族は歴史上から姿を消した。
スキリア族の残余は、現在のバイエルン付近に移って定着した可能性がある。彼らはヘルール族やルギイ族とともに、バイエルン人の基礎となった可能性もある。

## 文化
スキリア族は混じりけのない純然な家系を誇りとし、他部族などとの結婚を認めなかったとされる。同様の慣習は、他のゲルマン部族でもルギイ族やユトゥンギ族にみられる。

### 古代の文献
- Jordanes (1908). The Origins and Deeds of the Goths. Princeton University Press
- Pliny (1855). The Natural History. Taylor & Francis
- Procopius (1914). History of the Wars. Heinemann

### 近現代の文献
- Austin, M. M. (2006). The Hellenistic World from Alexander to the Roman Conquest: A Selection of Ancient Sources in Translation. Cambridge University Press. ISBN 9781139455794
- Avram, Alexandru (2015), Virgilio, ed., Les premiers peuples germaniques sur le Bas Danube. Autour du décret SEG 52, 724, Studi ellenistici, 29, pp. 27-76
- Batty, Roger (2007). Rome and the Nomads: The Pontic-Danubian Realm in Antiquity. OUP Oxford. ISBN 9780198149361
- Goffart, Walter (2010). Barbarian Tides: The Migration Age and the Later Roman Empire. University of Pennsylvania Press. ISBN 0812200284
- Green, D. H. (2000). Language and History in the Early Germanic World. Cambridge University Press. ISBN 0521794234
- Harmatta, János (1970). Studies in the History and Language of the Sarmatians. S. I.
- Haubrichs, Wolfgang (2014). “Baiovarii, Romania and Others: Language, Names and Groups south of the River Danube and in the Eastern Alps during the Early Middle Ages”. In Fries-Knoblach, Janine; Steuer, Heiko; Hines, John. The Baiuvarii and Thuringi: An Ethnographic Perspective. Boydell & Brewer Ltd. pp. 23-82. ISBN 9781843839156
- Heather, Peter (2007). The Fall of the Roman Empire: A New History of Rome and the Barbarians. Oxford University Press. ISBN 9780195325416
- Heather, Peter (2010). Empires and Barbarians: The Fall of Rome and the Birth of Europe. Oxford University Press. ISBN 9780199892266
- Heather, Peter (2018). “Sciri”. In Nicholson, Oliver. The Oxford Dictionary of Late Antiquity. Oxford University Press. pp. 1340-1341. doi:10.1093/acref/9780198662778.001.0001. ISBN 9780191744457 2020年1月25日閲覧。
- Kaliff, Anders; Munkhammar, Lars (2011). “Preface”. Wulfila, 311–2011. Acta Universitatis Upsaliensis. ISBN 9789155486648.  オリジナルのMarch 5, 2020時点におけるアーカイブ。
- Macbain, Bruce (October 1983). “Odovacer The Hun?”. Classical Philology (University of Chicago Press) 78 (4):  323-327. JSTOR 269961 2020年3月14日閲覧。
- Maenchen-Helfen, Otto (July 1947). “Communications”. The American Historical Review (American Historical Association) 52 (4):  836–841. JSTOR 1842348 2020年3月15日閲覧。
- Maenchen-Helfen, Otto J. (1973). The World of the Huns: Studies in Their History and Culture. University of California Press. ISBN 9780520015968
- Musset, Lucien (1975). The Germanic Invasions. Pennsylvania State University Press. ISBN 9780271011981
- Reynolds, Robert L.; Lopez, Robert S. (October 1946). “Odoacer: German or Hun?”. The American Historical Review (American Historical Association) 52 (1):  36-53. doi:10.2307/1845067. JSTOR 1845067 2020年3月14日閲覧。
- Schütte, Gudmund (1933). Our Forefathers. 2. Cambridge University Press. ISBN 9781107677234
- Fries-Knoblach, Janine; Steuer, Heiko; Hines, John, eds (2014). The Baiuvarii and Thuringi: An Ethnographic Perspective. Boydell & Brewer Ltd. ISBN 9781843839156
- Todd, Malcolm (2004). “The Gothic Kingdoms”. The Early Germans. Wiley. pp. 139–171. ISBN 9781405117142
- Wolfram, Herwig (1990). History of the Goths. University of California Press. ISBN 0520069838
- Wolfram, Herwig (2004). “Origo Gentis: The Literature of Germanic Origins”. In Murdoch, Brian; Read, Malcolm. Early Germanic Literature and Culture. Boydell & Brewer. pp. 39-54. ISBN 157113199X
- Wolfram, Herwig (2005). The Roman Empire and Its Germanic Peoples. University of California Press. ISBN 9780520244900